# José Daras
Pour les articles homonymes, voir Daras.
José Daras, né le 28 mai 1948 à Malonne, est un homme politique belge. Membre fondateur d'Ecolo, il a notamment été sénateur (1991-1999, 2007-2010) et, de 1999 à 2004, vice-président et ministre des Transports, de la Mobilité et de l'Énergie du Gouvernement wallon. Il est, depuis 2004, président d'Etopia.

## Biographie
Né à Malonne le 28 mai 1948, José Daras est diplômé de l'institut Saint-Berthuin de cette commune en 1967. Il poursuit ensuite ses études à l'Université de Liège, dont il sort licencié en sciences géographiques et agrégé de l'enseignement secondaire en 1971,. Pendant dix ans, il est professeur de géographie et de sciences sociales dans l'enseignement secondaire technique, à l'Athénée royal de Vottem, dans la banlieue de Liège,. Durant cette période, il obtient, toujours à l'université de Liège, une Licence spéciale pays en développement,.
En 1976, il participe à la création de la section belge des Amis de la Terre, où il côtoie d'autres futurs militants d'Ecolo. Il est candidat aux élections législatives de 1978 sur la liste Wallonie-écologie, puis aux européennes sur la liste « Europe écologie ». En 1980, il participe à la fondation d'Ecolo, dont il est l'un des rédacteurs des statuts. L'année suivante, il est, avec Olivier Deleuze, l'un des deux premiers députés de ce parti à la Chambre des représentants, à l'occasion des élections législatives de 1981. Il siège également au Conseil régional wallon à partir de cette date. De 1986 à 1989, il est président du groupe Ecolo-Agalev à la Chambre.
Aux élections législatives de 1991, il mène la liste sénatoriales Ecolo à Liège, et fait ainsi son entrée au Sénat. Il y mène les négociations entre la majorité socialiste-sociale chrétienne et Ecolo, débouchant sur le soutien de son parti à la réforme institutionnelle de 1993.
En janvier 1995, le roi Albert II, sur proposition du Premier ministre Jean-Luc Dehaene, le nomme Ministre d'État. Il est ainsi, avec la Flamande Magda Aelvoet, l'un des deux premiers écologistes à recevoir ce titre honorifique. Quatre mois plus tard, il mène à nouveau la liste Ecolo à Liège lors des élections régionales. Il est l'un des 75 premiers élus du nouveau Parlement de Wallonie. Également membre du Conseil de la Communauté française, il est l'un des dix sénateurs désignés par cette dernière pour la législature 1995-1999,.
En 1999, à la suite du succès d'Ecolo aux élections régionales lors desquelles il n'est pas candidat, José Daras devient vice-premier ministre et ministre des Transports, de la Mobilité et de l’Énergie du gouvernement wallon (gouvernements Di Rupo I de 1999 à 2000, puis Van Cauwenberghe I de 2000 à 2004).
Après l'échec du parti aux élections de 2004, José Daras n'exerce plus de mandat gouvernemental ni électoral. Il devient en revanche président d'Etopia, centre d'études lié à Ecolo, auparavant nommé  Centre d'Étude et de Formation en Écologie (CEFE) dont il a été administrateur de 1993 à 1998.
À l'occasion des élections fédérales de 2007, il fait son retour au Sénat, au sein du collège francophone. Il y préside le groupe Ecolo-Groen durant cette législature (2007-2010). Au cours de ce mandat, il est vice-président de la commission d'enquête parlementaire sur le « Fortisgate ». Durant les années 2010 à 2014, il ne figure plus en position éligible sur les listes Ecolo.

## Carrière politique
- 1980 : membre fondateur du parti vert belge Ecolo.
- 1981-1999 : parlementaire (notamment pendant la 47e législature de la Chambre des représentants)
- 1999-2004 : Ministre wallon des transports, de l'énergie et de la mobilité.
- 2007- : Sénateur

L’amélioration de la mobilité des personnes à mobilité réduite est une de ses priorités, durant son mandat de ministre, il a  entre autres  permis l'équipement  de nombreux bus avec des rampes rétractables. Le respect du protocole de Kyōto en est une autre.
Il dépose le 14 janvier 1997 une proposition de loi relative à l'amiante et aux composés de l'amiante (document législatif 1-522/1).
Lors de la crise politique de l'été 2007, José Daras a fait partie des ministres d'État consultés officiellement par le roi Albert II au château du Belvédère pour sortir de la crise.